# Sveti Odilo
Odilo (tudi Odilon, Odilo Klinijski oziroma Odilo Clunyjski), krščanski duhovnik, benediktinec, opat in svetnik, * 962 Auvergne (Alvernija, danes Francija), † 1. januar 1049, Souvigny (danes Francija).

## Življenjepis

### Mladost
Odilon se je rodil v plemiški družini v pokrajini Auvergne (Alvernija ali Overna). Kot otroku so mu ohromeli vsi udje; na nerazložljiv način je ozdravel v Marijini cerkvi. Pozneje se je v isti cerkvi posvetil Mariji, postal duhovnik in opravljal donosne službe. Skozi celo življenje se ga je držala bolehnost, toda ni se vdal, ampak je preizkušnje potrpežljivo prenašal, premagoval svoja naravna nagnjenja, zlasti čutnost - da se je usposobil za velike naloge. Ker je sam veliko trpel, je toliko lažje razumel trpljenje drugih. V 29. letu starosti je vse zapustil in vstopil k benediktincem v Clunyju po prvem pogovoru z opatom Majolom. 
Tukaj so ga menihi občudovali, kako je vsa naročila izpolnjeval s prostovoljno vedrino in vedno z ljubeznijo začinil tudi najmanjša opravila, ki so se jih drugi izogibali. Zelo je napredoval v sveti znanosti in pobožnem premišljevanju; brez težave pa je takoj odšel čistiti svetilke, ribati pod in pomivati posodo. Njegova ponižnost pa ni mogla preprečiti, da bi ne opazili sobratje njegovih zmožnosti; čeprav torej ni imel še niti trideset let, ga je izvolil sveti Majol z veselim soglasjem celotne skupnosti za svojega naslednika. Sprejem te službe je bil za ponižnega Božjega služabnika najtežja žrtev ubogljivosti. 
Opatov pomočnik je postal leta 993, po njegovi smrti naslednje leto pa je postal njegov naslednik.

### Ozdravljenje od hromosti
Kot otrok je bil Odilo hrom; vendar je nenadoma ozdravel na naravno nerazložljiv način. O tem dogodku nam je ohranjeno naslednje poročilo:
Sredi 10. stoletja je nekega dne položila dekla plemenitega gospoda Beralda Klermontskega njegovega sinčka doli pred cerkvena vrata, da bi opravila potrebne nakupe. Odilo, tako je bilo ime malemu, je bil star že skoraj štiri leta; bil je lep ko angel v obraz, iz katerega sta žareli pametni in zaupljivi očesi, toda hrom na obe nogi. Dekla ga je pred odhodom poljubila in rekla: »Kar mirno me počakaj, dokler se ne vrnem; ljuba Mati Božja ne bo pustila, da bi se ti zgodilo kaj hudega.« Med tem je zlezel Odilo noter v cerkev in naprej vse do oltarja, ki ga je krasila ljubka podoba božje Matere s sinom Jezuščkom v naročju. S hudim naporom se mu je posrečilo, da je zgrabil oltarni prt in se postavil pokonci. Gledajoč na Marijo je vzdihnil: »O preljuba Mati, pomagaj mi vstati!« V trenutku je prešinila njegove hrome ude čudovita gibljivost; ozdravel je in je lahko stal, hodil in se gibal, kakor je že hotel. Solze veselja so se mu ulile iz oči in zahvalil se je mili, dobrotljivi Kraljici, veselo je odskakljal domov in pripovedoval strmečim staršem, kako mu je Marija pomagala. Od te ure naprej je ostal Odilo celo življenje hvaležen in ljubeč sin ter častilec preblažene Device. Ko se je razvil v mladeniča in zadosti napredoval v znanosti, je zaprosil Odilo za sprejem v slavni benediktinski samostan Clugny ter sprejel iz rok svetega opata Majola posvečeno redovno oblačilo.

Drugo poročilo pa ta isti dogodek opisuje takole:
Zgodilo se je v francoskem mestu Clermont. Lahkomiselna dekla je položila zaupanega ji hromega malčka na stopnice cerkve Blažene device Marije, sama pa pohitela k prijateljici, da bi z njo malo poklepetala. Ko je fantiček bil prepuščen samemu sebi, je začel lesti po mrzlem kamnu naprej, dokler ni prišel v cerkev. Tam so ga tolike lepotije vabile še naprej. Zbral je vse svoje moči in drsal naprej in naprej, dokler ni prispel do Marijinega oltarja. Dobrotljiv pogled z Bogorodičine slike je globoko ganil sprejemljivo otroško srce. Sklenil je ročici in, kakor ga je njegova mama doma naučila, povedal svojo kratko molitev. In glej: sveta Devica se je milostno ozrla na malega molivca. Otrok je naenkrat skočil pokonci: slabotni in ukrivljeni nožici sta se namreč okrepili. Mali hromček se je prelevil v močnega, zdravega fantka, ki se je veselo poskakujoč zatekel v materino naročje. Ta malček je bil Odilo ali Odo, ki je postal pozneje slavni clunyjski opat in svetnik matere Cerkve, ki ga še danes postavlja za zgled vernikom po celem svetu. Po čudežnem ozdravljenju je postal velik častilec device Marije.

### Clunyjski opat
Benediktinci so lahko tako uspešno delovali, ker so bili izvzeti od vsake odvisnosti od svetnih oblati, pa celo od krajevne Cerkve; opatija je bila podrejena narovnost rimskemu papežu. Nekateri clunyjski opatje so tudi postali papeži. 
Kot 5. clunyjski opat je Odilo nasledil svojega predhodnika, 4. opata Majola leta 994 in je to službo opravljal čez pol stoletja vse do svoje smrti. Ko so ga izvolili za lyonskega nadškofa in metropolita, ga neobeno prigovarjanje ni moglo prepričati, da bi sprejel odlično in na dohodkih bogato službo ter je zavrnil ponujeni mu palij.

## Delovanje

### Vsestranska dejavnost
Odilo je znal odločno miriti nasprotja, ki so prihajala na dan v množici odvisnih samostanov, katerih število se je povzpelo že nad 2000. Ohranjal je in varoval samostansko posest pred pogoltnimi zemeljskimi gospodi. Utrjeval je redovno disciplino in uvajal ljudske pobožnosti v čast svetnikov in vernim dušam v vicah. Pospeševal je tudi duhovno preroditev svetne duhovščine, pri čemur so ga podpirali papeži, francoski kralj Robert Pobožni (987-1031) in cesar Sveto-rimskega cesarstva Henrik Sveti (972-1024). 
Po postavi je bil Odilo majhen, vendar izredno močan in zelo temperamenten: strog do sebe, a blag do drugih. Čeprav je bil po rasti majhen, je bil vendarle velik pred Božjim obličjem, pa tudi v očeh sveta. Kralji in cesarji so se z njim družili z velikim spoštovanjem. Sveti Henrik, starejši brat Gizele, žene ogrskega kralja svetega Štefana, ga je vzel s seboj v Rim na cesarsko kronanje. Ob tej priložnosti je obiskal Monte Cassino, prastaro zibelko benediktinskega reda. Pogled na starodavno benediktinsko matično hišo in pobožne menihe je cesarja tako ganil, da bi bil rad vsem poljubil stopala. Izročilo tudi pravi, da je sveti cesar, ko je zaslutil bližino smrti, želel Odila videti še enkrat. Poslal je ponj in težko pričakoval njegov prihod. Nato ga je ves vesel sprejel in poljubljal rob njegove obleke. To ravnanje cesarja Henrika je zvesto ogledalo; kaže Odilovo resnično podobo in veličino. Njegova zunanjost je zaradi stroge pokore in odpovedi bila trda. Iz oči mu je sijala posebna svetloba, ki je lahkomiselne in hudobne napolnjevala s strahom; revnim in bolnim pa se je iz istih oči smehljalo neizrekljivo veliko sočutje in usmiljenost.
Nadopat in vrhovni opat 2000 samostanov je bil s svojim vplivom in ugledom kot nekakšen drugi papež. Odilo se je odlikoval kljub visokemu položaju po ponižnosti in ljubeznivosti, potrpežljivosti in dobrodelnosti. Znal pa je biti tudi odločen, če je bilo potrebno. V svojem ravnanju se je držal zlatega pravila krščanske ljubezni: "Bolje je dajati kot prejemati". 

Imel je navado reči:
"Rajši hočem biti zaradi usmiljenja usmiljeno sojen, kakor zaradi ostrosti ostro obsojen."

Pogosto so mu očitali preveliko dobrotljivost; dolžili so ga celo lahkomiselnosti, ker v delitvi miloščine ni razlikoval med dobrimi in potrebnimi ter hudobnimi in nepotrebnimi. Takrat je imel navado odgovarjati:
„Rajši hočem, da me bo Bog zaradi moje usmiljenosti sodil usmiljeno, kakor da bi me zavoljo moje trdosrčnosti obsodil strogo in poslal v pekel.” 

Govoril je celo: 
"Če bom pogubljen, naj bom zaradi dobrote in ne zaradi strogosti..."

### Huda lakota
Že njegov prednik, drugi klinijski opat Odo (927-942) je v Clunyju uredil skrb za reveže. Redno so na leto vzdrževali 18 revežev, podpirali pa do 17.000 potrebnih oseb. To človekoljubno dejavnost je nadaljeval tudi opat Odilo. 
Leta 1016, ko je zavladala huda lakota, je iz usmiljenja do lačnih prodal celo dragocene cerkvene posode in umetniške predmete,da bi nabavil kruha za lačne. Ko je vsega zmanjkalo, je šel sam beračit za svoje ljube reveže.Cesar Henrik II. mu je kot posebno znamenje svojega spoštovanja poslal cesarske insignije. Odilo pa jih je prodal, da bi v letih strašne lakote 1028-33 mogel kupiti kruha za reveže. Odilo je šel sam od gradu do gradu, od mesta do mesta, da bi stradajočim izprosil kruha. 
V tem času je nekoč med svojim potovanjem ob poti opazil ležati dva otroka brez obleke, ker sta umrla od mraza in lakote. V srce ga je presunil ta grozljiv prizor: stopil je s konja, si slekel spodnjo volneno suknjo in pokril mali trupelci. Nato je najel ljudi, s pomočjo katerih ju je pokopal. To je storil zato, ker je spoštoval človeško telo, ki je posvečeno po krstu in okrepčano po obhajilu.

### Božji mir
V srednjem veku so se skoraj kar naprej bojevale ne le dežele in njihovi gospodarji, ki so razpolagali z vojaštvom, ampak so pod pretvezo lastnega sodstva in zakona močnejšega tudi posamezniki urejevali z orožjem v roki medsebojne spore. Poteklo je mnogo človeške krvi kljub prepovedi v peti Božji zapovedi in na veliko žalost Gospoda Jezusa , ki zahteva od svojih vernikov ljubezen tudi do sovražnikov. Grozovit greh človeškega umora in z njim povezana revščina in žalost so globoko presunili Odilovo srce. Z apostolsko gorečnostjo je deloval za uvedbo Božjega miru  (treuga Dei). V spomin na Jezusovo trpljenje, smrt in vstajenje se je bilo treba vzdržati kakršnegakoli vojskovanja od srede zvečer do ponedeljka zjutraj; ker je v teh dneh izvršila Božja ljubezen največja dela zveličanja, naj v človeških srcih tudi vlada sprava, odpuščanje in ljubezen. 
Velikodušna Odilova modrost je dosegla nesmrtno slavo s tem, da je bil on prvi, ki je poskušal na občnem zboru v Bourgesu utemeljiti Božji mir. Ta Božji mir je bila ena od najbolj daljnosežnih in za družabno življenje v srednjem veku najbolj koristnih in blagodejnih ustanov. Ta mir je pomenil, da so se vzdržali škodljivih posledic pravice maščevanja in moči vsaj za določene dneve tedna in leta – na primer od srede s sončnim zahodom do ponedeljka s sončnim vzhodom, od adventa pa vse do praznika Svetih treh kraljev  in od posta do binkoštne osmine. Na te dneve in ob teh svetih časih so se mogli razžaljeni tožariti pred sodnikom in tako iskati svojo pravico; niso se pa smeli maščevati žalitelju s silo ali nasiljem.

### Vernih duš dan
Opat Odilo ni skrbel le za žive, ampak se je rad spominjal tudi rajnih.
V stari zavezi sveto pismo hvali molitev za rajne  (2 Mkb 12,46). V 6. stoletju so se v benediktinskih samostanih spominjali rajnih članov na Binkošti. V Španiji je obstajal tak dan že za časa svetega Izidorja. Opat Widukind Korvejski (okrog 980) poroča, da so opravljali molitve za rajne 1. oktobra. 
Kmalu po tem, ko je Odilon postal opat v Clunyju (994), je (998) ukazal v clunyjskem samostanu – kjer je živelo čez 400 bratov – polagoma pa je naročil tudi vsem sebi podrejenim samostanom - ki jih je bilo okrog dva tisoč -naj 1. novembra popoldne po vseh cerkvah zvoni v spomin rajnim; menihi naj molijo večernice za mrtve, drugi dan pa naj zanje opravijo slovesen oficij (bogoslužno branje), darujejo zanje sveto mašo ter delijo miloščino. Pobožnost se je najprej razširila po benediktinskih samostanih, v naslednjih stoletjih pa se je udomačila povsod po Evropi. Na neki način lahko torej imenujemo Odila za utemeljitelja praznika Vernih duš.

### Kulturno uveljavljanje in začetkiromanike
Odilo je bil prijatelj učenosti in lepega petja pri bogoslužju. Uvedel je novi romanski slog v stavbeništvu, ki so ga poimenovali kar klinijski slog. V Clunyje je obnovil pravzaprav vse. Pohvalil se je, da je sprejel lesen samostan, zapušča pa lepo zidanega iz kamna.
Napisal je življenjepis svete Adelajde in svojega svetega predhodnika Majola, četrtega klinijskega opata.

## Smrt in češčenje
Zadnja leta je Odilo bolehal, vendar je uspel povezati vse samostane v enoten klinijski red. Umrl je 1. januarja 1049. Pokopali so ga  v samostanu v Souvigny, kjer je umrl med vizitacijo; takoj po smrti so ga začeli častiti kot svetnika. Nasledil ga je opat Hugo (1049-1109).
1063 je sprožil Peter Damianipostopek za njegovo kanonizacijo in napisal njegov kratek življenjepis. Za svetnika ga je razglasil Aleksander II. še istega leta; kot papeški legat je opravil kanonizacijo kardinal Peter Damjanov v samem samostanu Clunyju..
1793 – za časa Ropespierrovega terorja in kulta Razuma med Francosko revolucijo  - so njegove in Majolove relikvije prevratniki sežgali na "oltarju domovine". Takrat so razbili tudi njegov grob. 
Praznik svetega Odila je bil prej 1. ali 2. januarja; v Clunyu ga danes praznujejo 19. januarja, v Švici 6. februarja, drugod pa tudi 11. maja. Po koledarski reformi vatikanskega koncila obhaja njegov god vesoljna Cerkev na dan njegove smrti, 1. januarja.  

### Ocena
- Slavna benediktinska opatija v Clunyju blizu Paray-le-Moniala v Franciji je bila v svojem času ob papežu in cesarjih tretja evropska velesila. Papež Urban II. je govoril, da Cluny blešči nad svetom kakor drugo sonce.[20]
- Nekateri viri navajajo kot datum njegove smrti 1. januar 1048.